# Autorretratos de Rembrandt

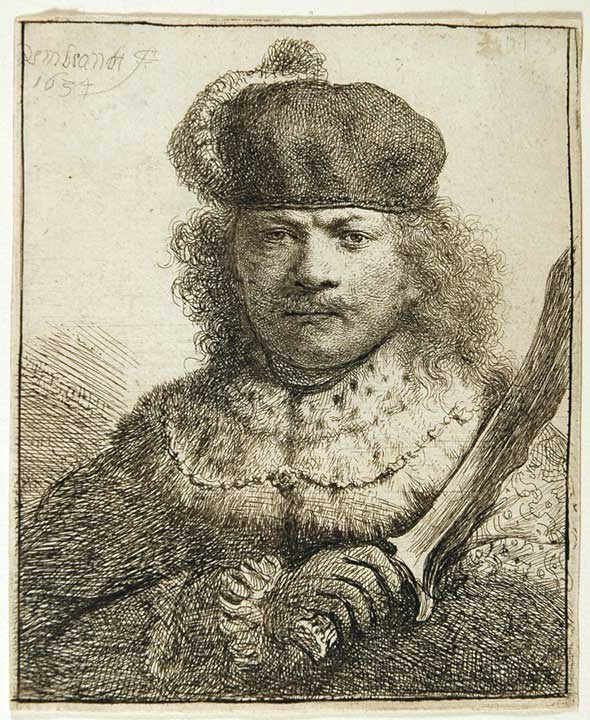
Autorretrato como um potentado oriental com um kris, 1634

Rembrandt é um caso singular para a autorretratística. As dezenas de autorretratos que produziu foram uma parte importante de sua obra, e, até a sua morte, nenhum outro artista conhecido havia produzido tantos. Rembrandt criou cerca de cem autorretratos, incluindo mais de quarenta pinturas, trinta e uma gravuras e cerca de sete desenhos; alguns permanecem incertos quanto à identidade do sujeito (principalmente gravuras) ou do artista (principalmente pinturas), ou a definição de um retrato.
Este era um número enormemente alto para qualquer artista até então, e cerca de 10% de sua obra tanto na pintura quanto na gravura. Em comparação, o altamente prolífico Rubens produziu apenas sete pinturas de autorretrato.
Os autorretratos criam um diário visual do artista ao longo de quarenta anos. Eles foram produzidos ao longo de sua carreira em um ritmo bastante constante, mas há uma mudança gradual entre gravuras, mais numerosas até a década de 1630, para pinturas, que são mais comuns a partir de então. No entanto, há uma lacuna nas pinturas entre 1645 e 1652. As últimas três gravuras datam de 1648, c. 1651, e 1658, enquanto ele ainda pintava retratos em 1669, ano em que morreu aos 63 anos.
Ao mesmo tempo, cerca de noventa pinturas eram contadas como autorretratos de Rembrandt, mas agora sabe-se que ele fez com que seus alunos copiassem seus próprios autorretratos como parte de seu treinamento. Os estudos modernos, especialmente o Projeto de Pesquisas em Rembrandt, reduziram a contagem de autógrafos para mais de quarenta pinturas, bem como alguns desenhos e trinta e uma águas-fortes, que incluem muitas das imagens mais notáveis do grupo. As gravuras são em sua maioria informais, muitas vezes tronies brincalhões, estudos de expressões faciais extremas ou retratos que equivalem a fantasias; em várias delas as roupas são da moda de um século ou mais antes. Em outros, ele está fazendo caretas para si mesmo. Suas pinturas a óleo traçam o progresso de um jovem inseguro, passando pelo retratista elegante e de muito sucesso da década de 1630, até os retratos conturbados, mas extremamente poderosos, de sua velhice. Juntos, eles fornecem uma imagem notavelmente clara do homem, de sua aparência e de sua constituição psicológica, revelada por seu rosto ricamente envelhecido. Kenneth Clark afirmou que Rembrandt é "com a possível exceção de Van Gogh, o único artista que fez do autorretrato um importante meio de autoexpressão artística, e foi ele quem transformou o autorretrato em uma autobiografia.
Embora a interpretação popular seja que estas imagens representam uma viagem pessoal e introspectiva, também é verdade que foram pintadas para satisfazer um mercado de autorretratos de artistas proeminentes. Tanto as pinturas quanto as águas-fortes parecem ter sido frequentemente compradas por colecionadores, e embora algumas das águas-fortes sejam muito raras, outras foram impressas em números consideráveis para a época. Nenhum autorretrato foi listado no famoso inventário de 1656, e apenas um punhado de pinturas permaneceu na família após sua morte.
Os autorretratos de Rembrandt foram criados pelo artista olhando-se no espelho, e as pinturas e desenhos, portanto, invertem suas características reais. Nas águas-fortes, o processo de impressão cria uma imagem invertida e, portanto, as gravuras mostram Rembrandt na mesma orientação em que apareceu aos contemporâneos. Esta é uma das razões pelas quais as mãos são geralmente omitidas ou "apenas descritas superficialmente" nas pinturas; eles estariam do lado "errado" se pintados no espelho. Referências a grandes espelhos ocorrem em vários pontos da década de 1650, e os retratos posteriores incluem vários que o mostram em uma extensão maior do que antes; cerca de 80 cm era a altura máxima para uma folha de vidro espelhado tecnicamente possível durante a vida de Rembrandt. Um pode ter sido comprado por volta de 1652 e depois vendido em 1656, quando faliu. Em 1658 ele pediu a seu filho Titus que providenciasse a entrega de outro, que quebrou a caminho de sua casa.

Algumas cópias dos autorretratos de Rembrandt
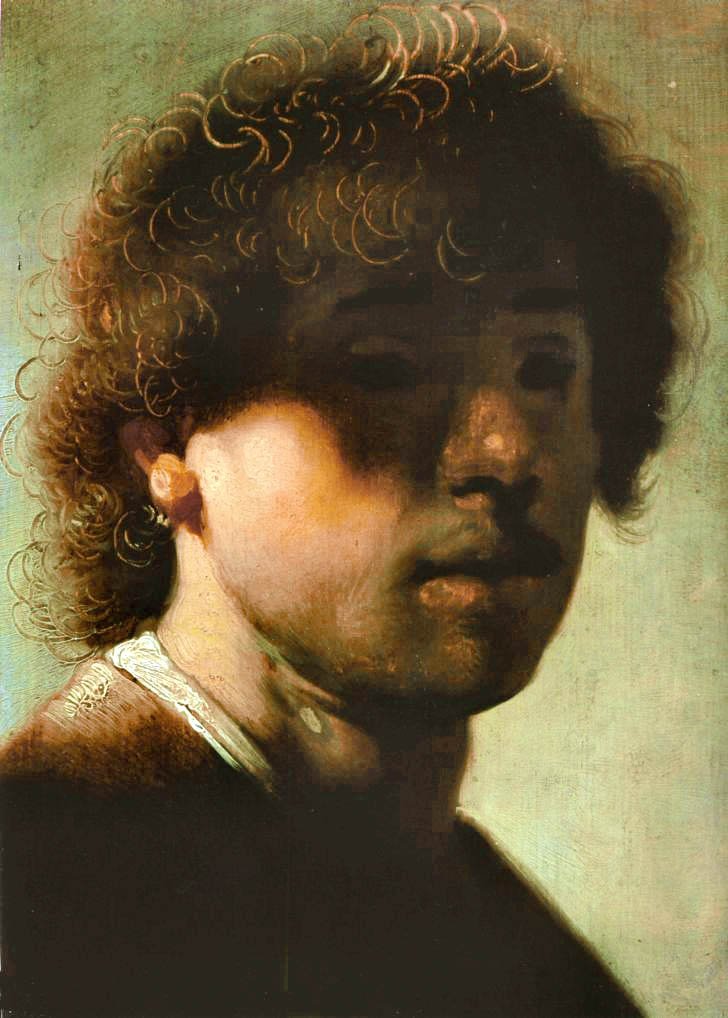
Retrato de um jovem, anônimo, século XVII Gemäldegalerie Alte Meister (Cassel) depois de Autorretrato da Juventude (Rembrandt) de c. 1628.
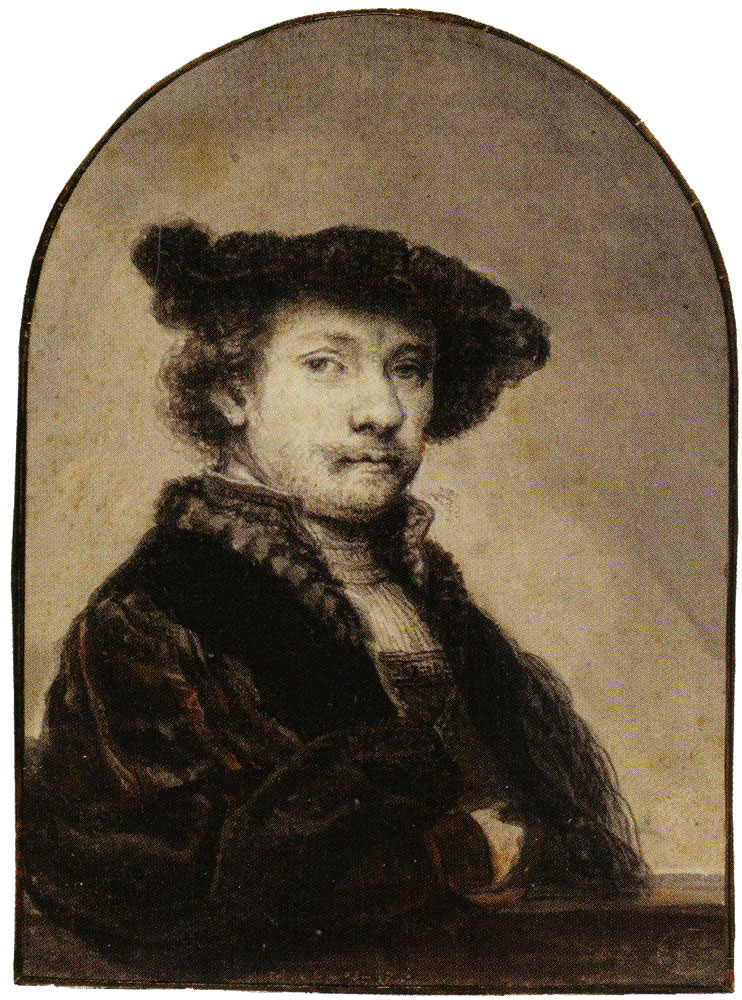
Retrato de Rembrandt, desenho de Ferdinand Bol (1640, National Gallery of Art), depois de Autorretrato aos 34 anos (Rembrandt).
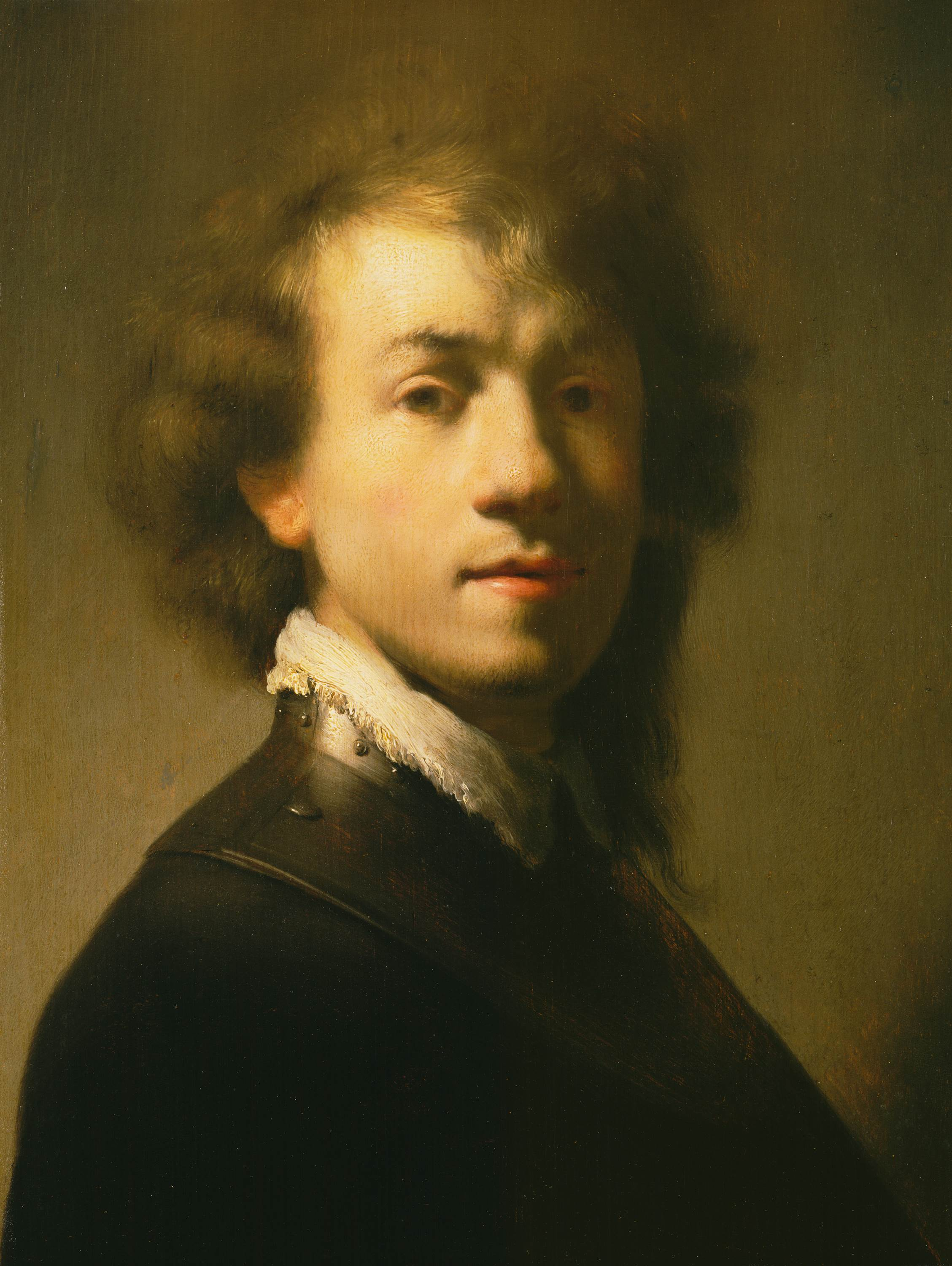
Autorretrato com Gorjeira, talvez de Gerrit Dou, antigamente atribuído a Rembrandt e Jan van Vliet (c. 1629, Mauritshuis), depois de Autorretrato com Gorjeira (Rembrandt).
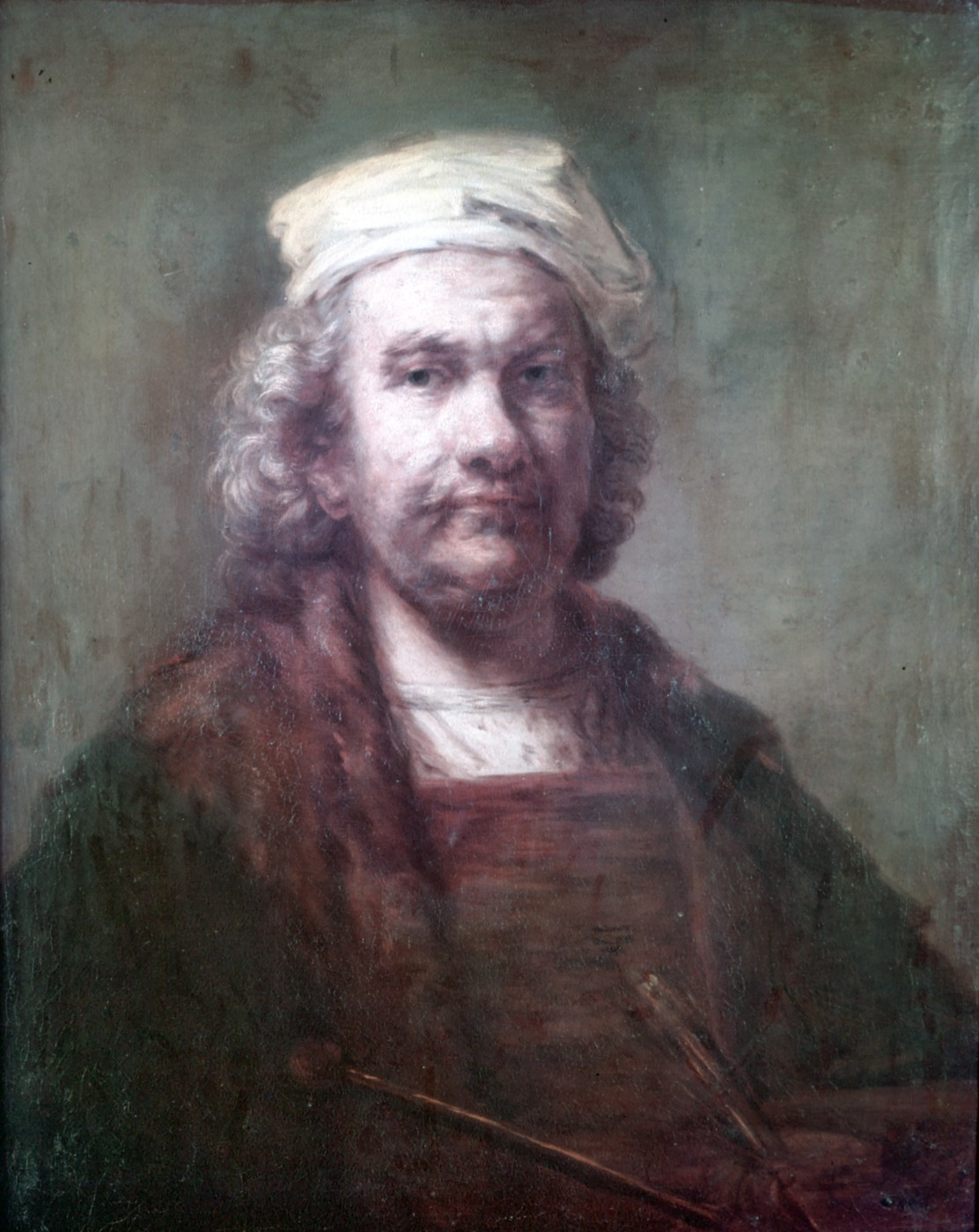
Autorretrato, anônimo, século XVII, Museu do Prado), depois de Autorretrato com Dois Círculos (Rembrandt) de c. 1665-1669.
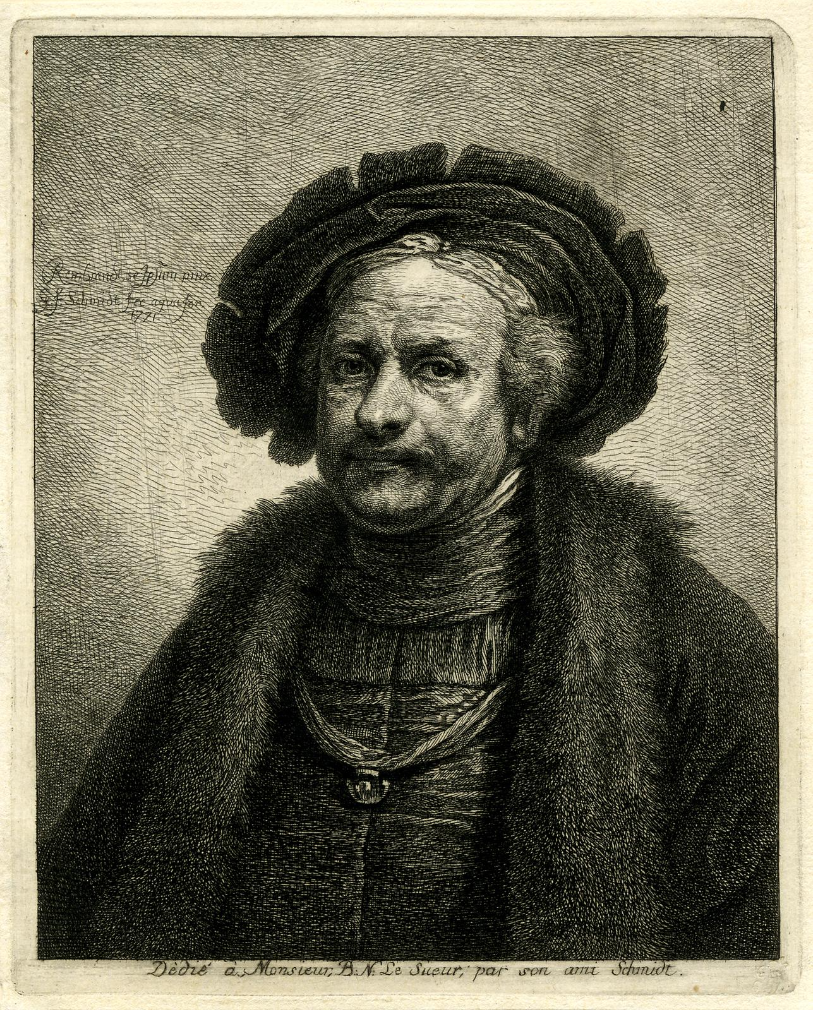
Retrato de Rembrandt, gravura de Georg Friedrich Schmidt (1771, British Museum), depois do Autorretrato de c. 1669 (Galeria Uffizi).
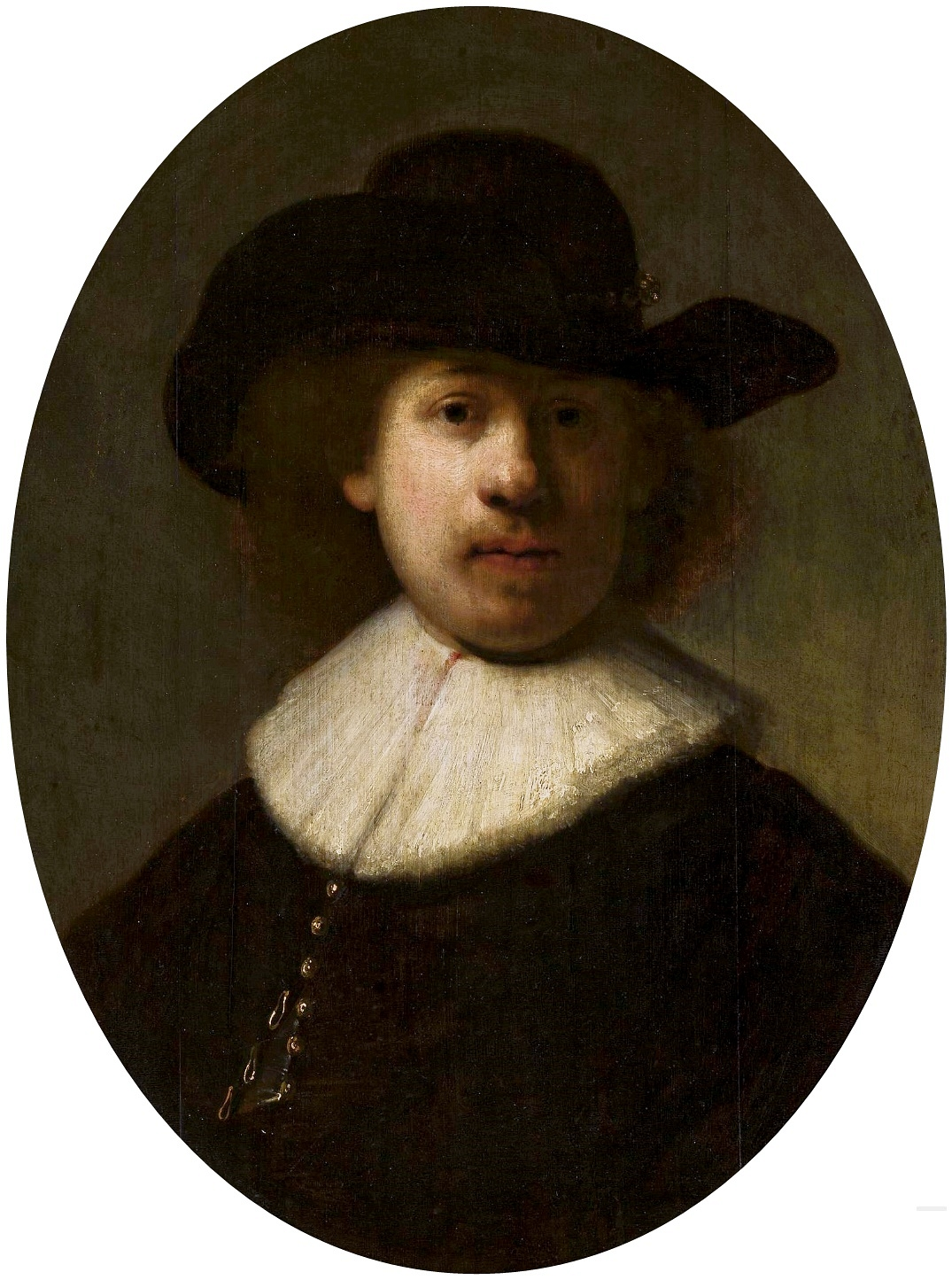
Retrato de Rembrandt, anônimo,c. 1632, Museu Nacional de Varsóvia), depois de Autorretrato com chapéu de abas largas (Rembrandt) de 1632.
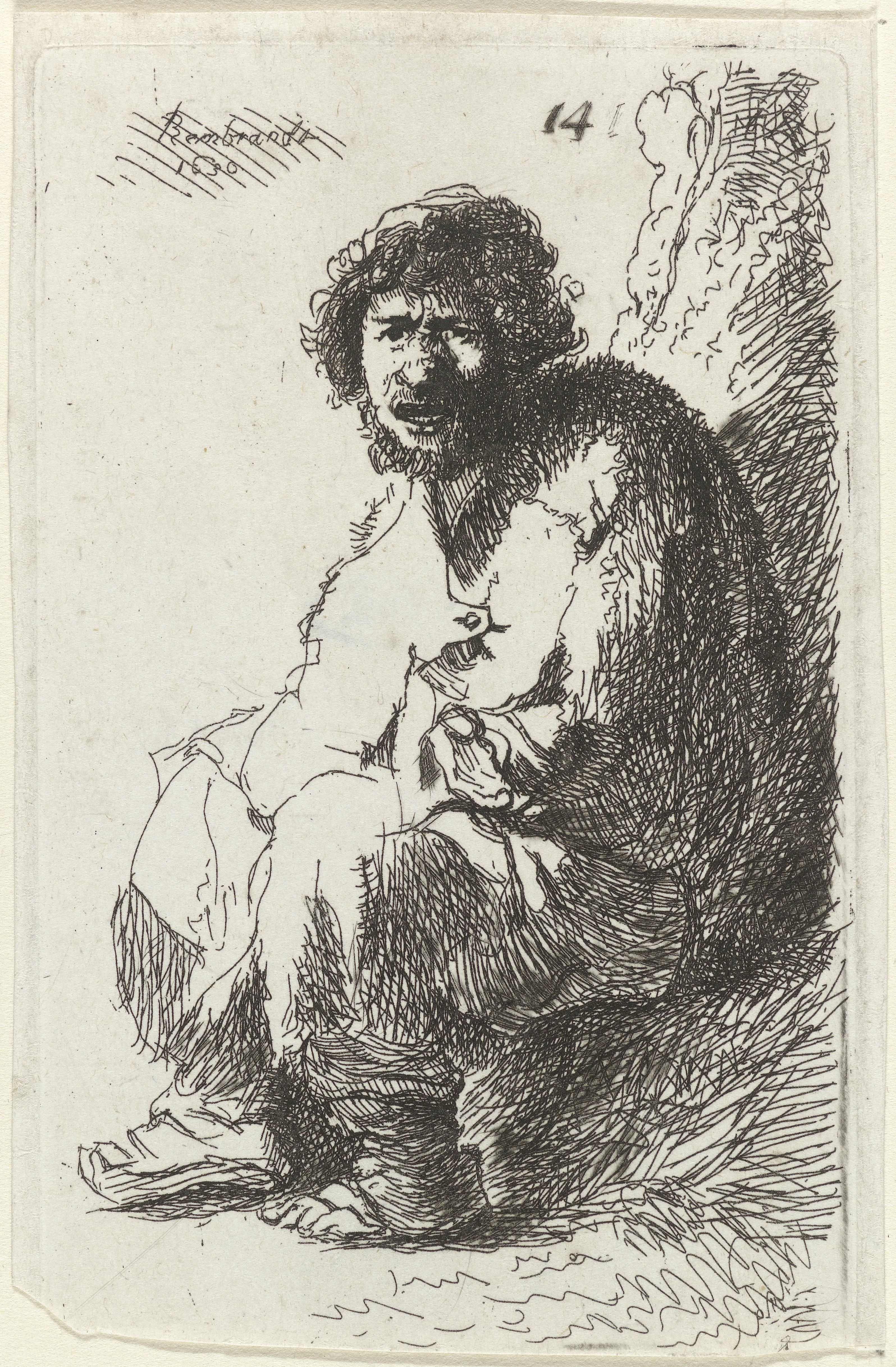
Mendigo, sentado em uma colina, gravura de Thomas Worlidge, século XVIII, Rijksmuseum Amsterdam), depois de Autorretrato como mendigo de 1630 (B. 174).

## Antecedentes Históricos
Na Idade Antiga, apenas os artistas que recebiam esse privilégio tinham o direito de produzir retratos. Na Idade Média, os artistas produziam imagens sob o controle da Igreja, confinados a um simples papel de "técnicos a serviço dos homens e de Deus", e excluíam sua "realidade inferior" do sujeito. Aos poucos, os artistas foram se afirmando individualmente, ganharam um novo status, passaram a assinar suas obras e personalizaram mais seus temas.
Pintores e escultores, então, eram discretos em suas composições: autorretratos em assistenza (uma incrustação do artista em uma pintura religiosa ou de história) tornaram-se comuns desde o final da Idade Média e Giotto, o artista colocando-se como espectador da cena histórica (ele a frequenta, daí o nome; também é referido como um autorretrato "situado"). O primeiro autorretrato independente (ou seja, em que o pintor é o principal sujeito do retrato) não se pode afirmar com certeza quem o realizou. Alguns consideram O Homem do Turbante Vermelho (1436), de Jan van Eyck, embora haja dúvidas de que seja um autorretrato, de fato. O autorretrato, então, sofreu uma lenta evolução, enquanto a produção pictórica gradualmente se emancipava da esfera religiosa estrita e os artistas expressavam sua ambição e personalidade. Retratos de uomini illustri ou famosi (homens ilustres ou famosos) floresceram, e dicionários de artistas - Le vite de' più eccellenti pittori, scultori e architettori, de Vasari na liderança - incentivaram a criação de retratos destinados a ilustrá-los. A partir do século XVI, as academias de arte italianas começaram a construir coleções de autorretratos.
Inicialmente destinados à realeza, os retratos em majestade eram retomados pelos artistas para se representarem com seus atributos, com o objetivo de afirmar a nobreza de sua profissão. Em 1572, o humanista flamengo Dominicus Lampsonius publicou a série de vinte e três gravuras Pictorum aliquot celebrium Germaniae inferioris effigies, gravadas por Johannes Wierix, Hieronymus Wierix, Cornelis Cort e Hieronymus Cock após retratos ou autorretratos de artistas flamengos, holandeses e alemães que desapareceram. Desfrutando de grande sucesso, foi ampliado e republicado em Haia por Hendrik Hondius I em 1610 e apresentou os artistas em roupas elegantes, e acima de tudo defendeu a ideia de que uma escola de pintura do norte da Europa poderia se destacar da escola italiana. Rembrandt inspirou-se muito nas gravuras desta série e de outros artistas, em particular de Dürer, usando suas roupas para se encaixar em sua tradição, citando certos elementos específicos (o boné, a pose dos braços, etc.) ou tendo a mesma abordagem de começar com autorretratos em pinturas de história (1625-1627) e continuar com autorretratos independentes no final do período em que permaneceu em Leida (final da década de 1620).

## Cronologia

### Autorretratos emassistenza
Já em 1625, quando tinha apenas vinte anos e tinha estudado recentemente em Amsterdã no ateliê de Pieter Lastman, Rembrandt retratou-se na pintura O Apedrejamento de Santo Estêvão. Na multidão, ladeado por braços erguidos, ele olha para o espectador, enquanto seu amigo Jan Lievens, que estudava no mesmo estúdio, também é retratado, no mesmo nível, do outro lado do carrasco. Bonafoux se perguntou se, ao se colocar entre a multidão que matou Santo Estêvão, não estava se posicionando contra a Igreja.
No ano seguinte, pinta Historiestuk, no qual assume ares sérios, atrás do juiz, em uma cena cuja iconografia permanece desconhecida, bem como em um retrato de grupo: A Concert (1626, Museum De Lakenhal). Rembrandt já mostra seu carinho pelo disfarce nesta última pintura e se representa em um retrato que parece ser voltado para a família, onde todos usam "turqueries":  busca, distanciando-se de uma representação da realidade, surpreender o espectador, apesar da moda das cenas de gênero oriental. No entanto, Bonafoux exclui qualquer tentativa de metáfora de sua parte e inclina-se mais para seu desejo de conquistar um lugar para si no mercado de arte. Em 1627, Rembrandt continuou a se incluir em um novo assunto histórico, David apresentando a cabeça de Golias ao rei Saul (1627, Kunstmuseum em Bâleg).
Suas aparições em cenas históricas ou de gênero fazem parte de uma tradição antiga que ainda perdura no século XVII: Peter Paul Rubens em Autorretrato com Justus Lipsius, Jan Woverius e seu irmão, Philip Rubens ou Os Quatro Filósofos (c. 1611-1612, Galeria Palatina); Diego Velázquez em A Rendição de Breda (1634-1635) e Frans Hals em Milicianos de São Jorge (1639, Museu Frans-Halsi, onde assiste a um julgamento); Charles Le Brun em Descida do Espírito Santo.

### Rosto

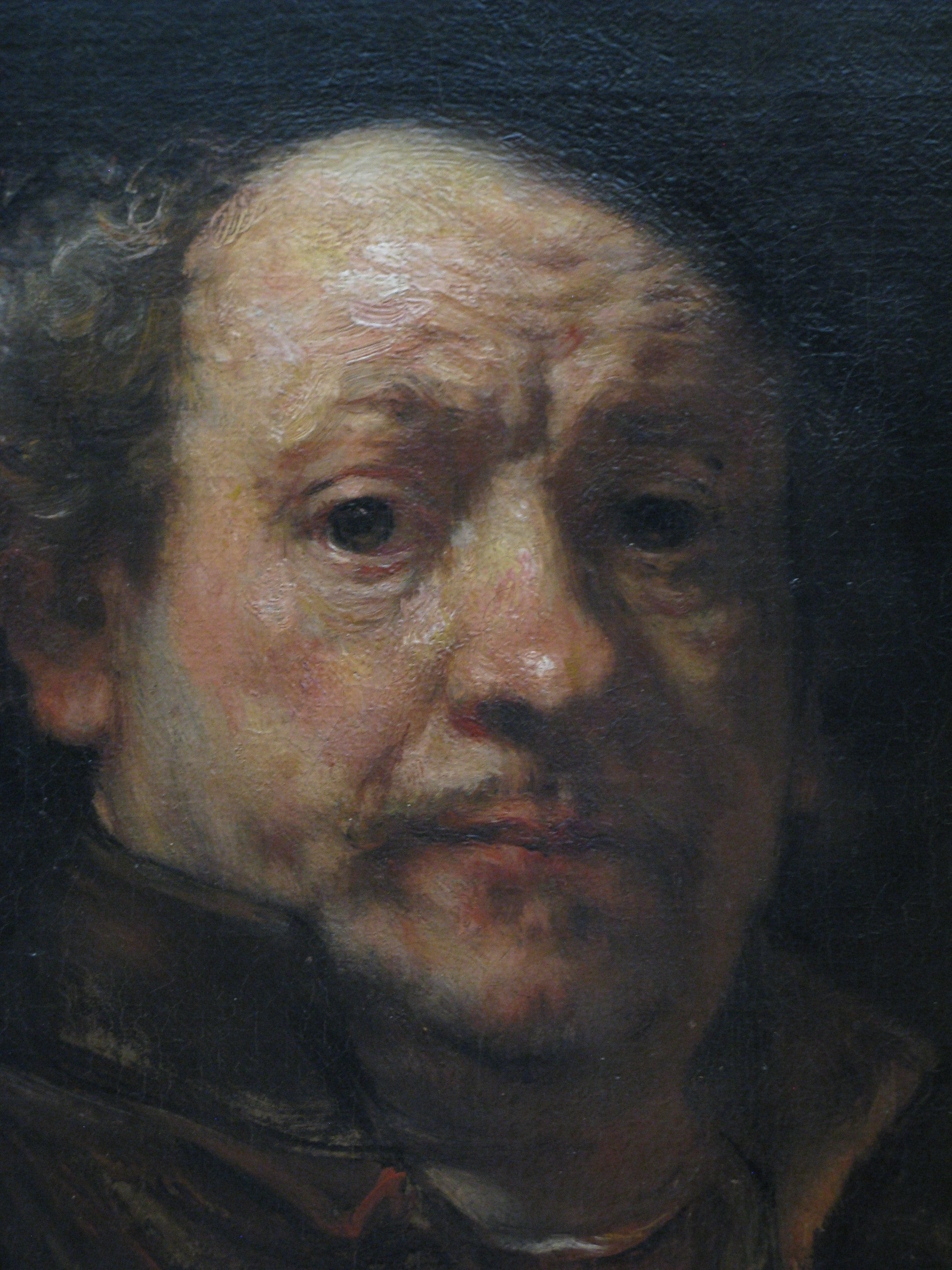
Autorretrato (Rembrandt, 1660) -(Museu Metropolitano de Arte)

### Mãos

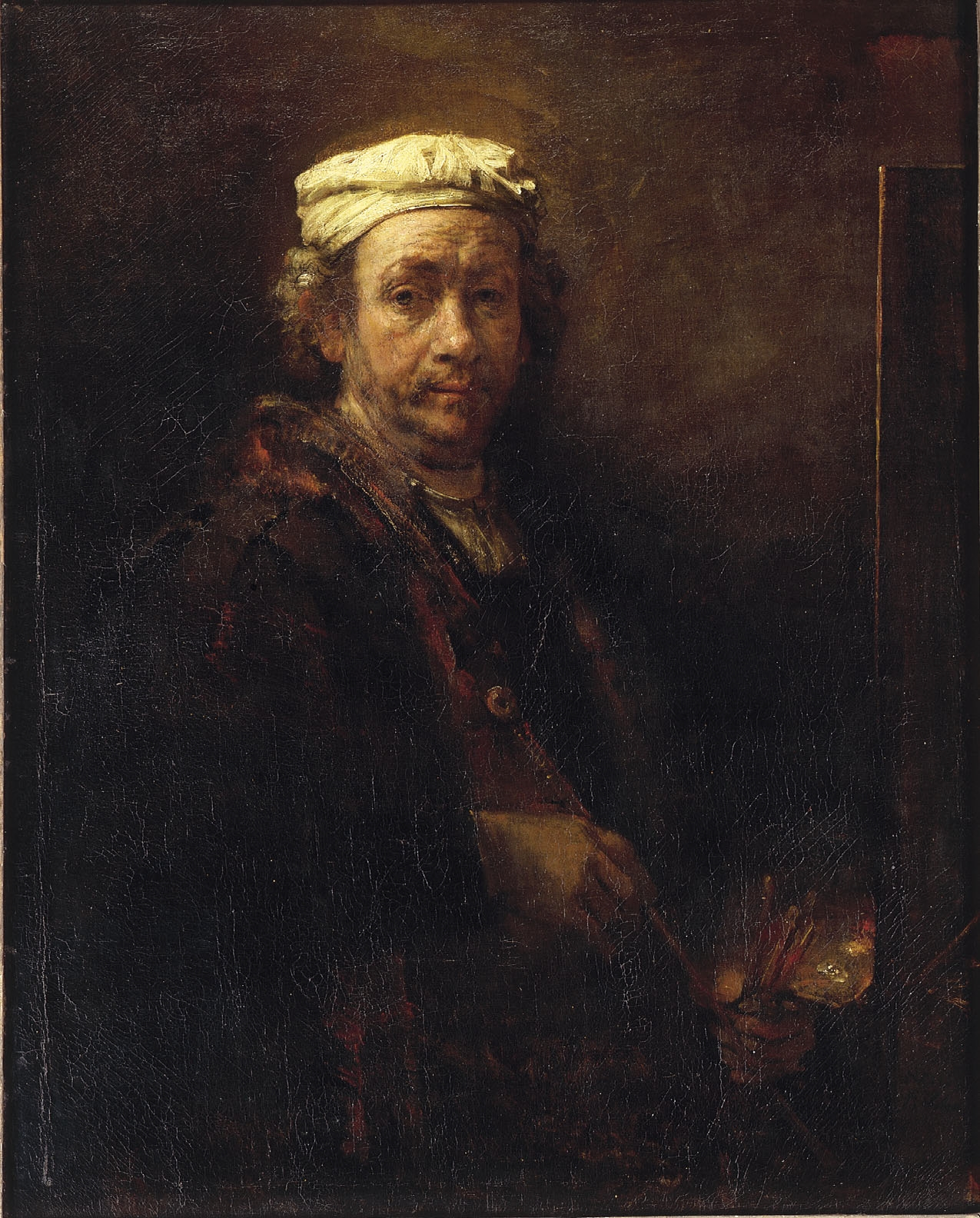
Autorretrato no Cavalete (Rembrandt),, 1660, Louvre, Paris

### Indumentária

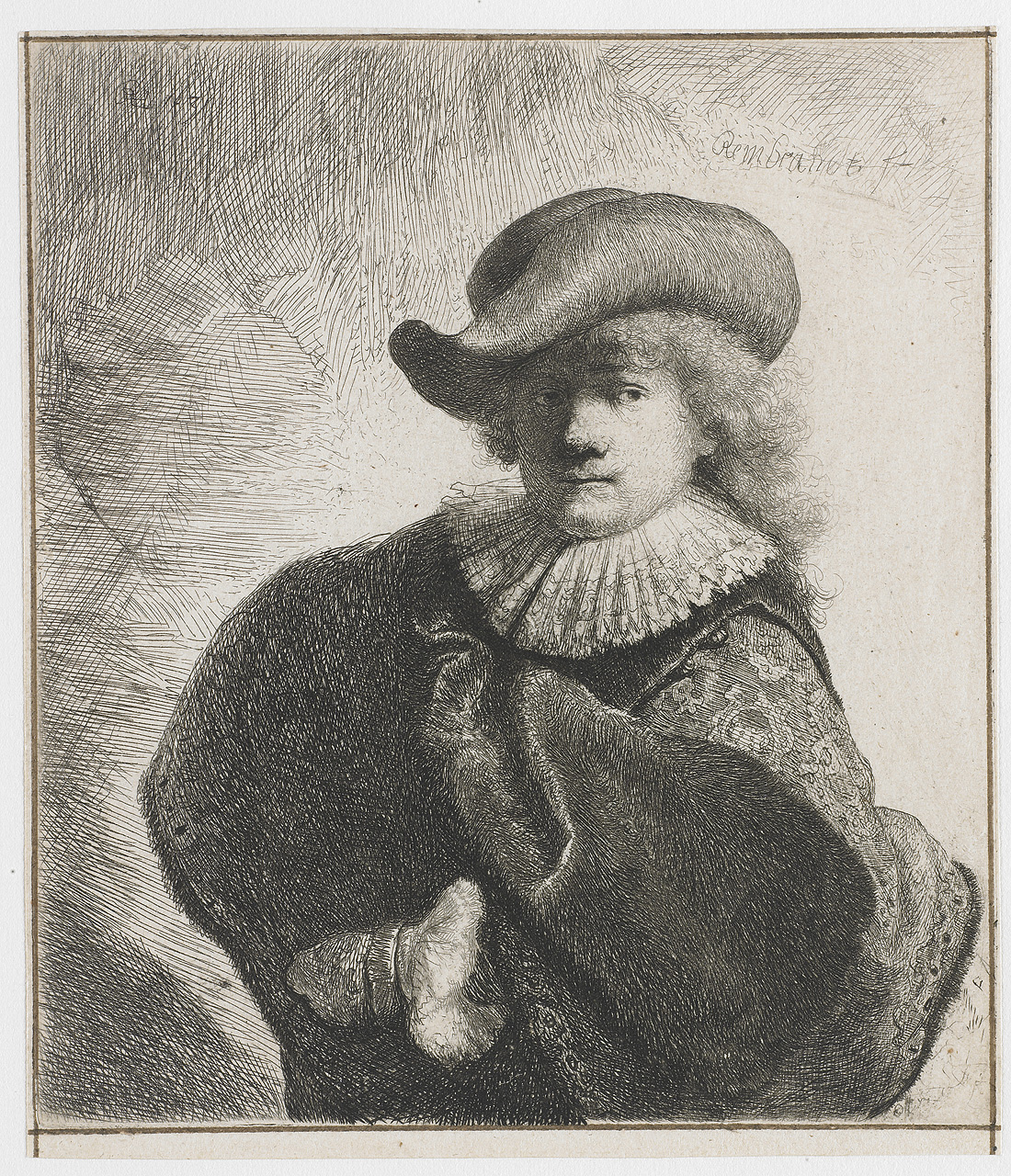
Rembrandt - Autorretrato com chapéu e mão no quadril (Rembrandt) (c. 1631-1634). Rembrandt acentuou o caráter luxuoso de suas roupas nos últimos estágios da gravura para melhor se colocar no nível de seu patrono

## Análise

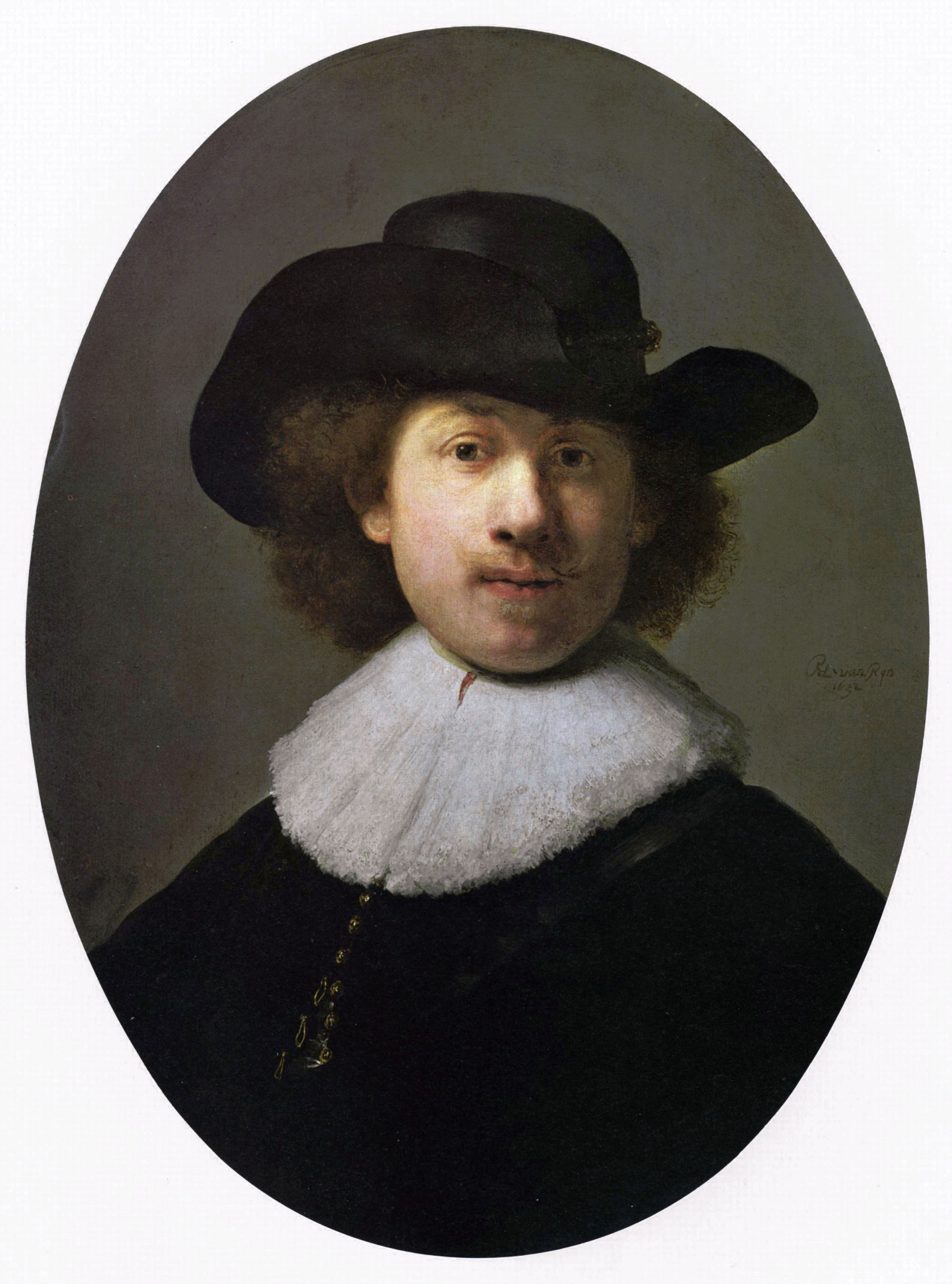
Autorretrato com um chapéu de abas largas (Rembrandt) - 1632, Museu e Galeria de Arte de Kelvingrove. Retrato formal feito para se afirmar no mercado de arte.

### Lugar dos Autorretratos de Rembrandt

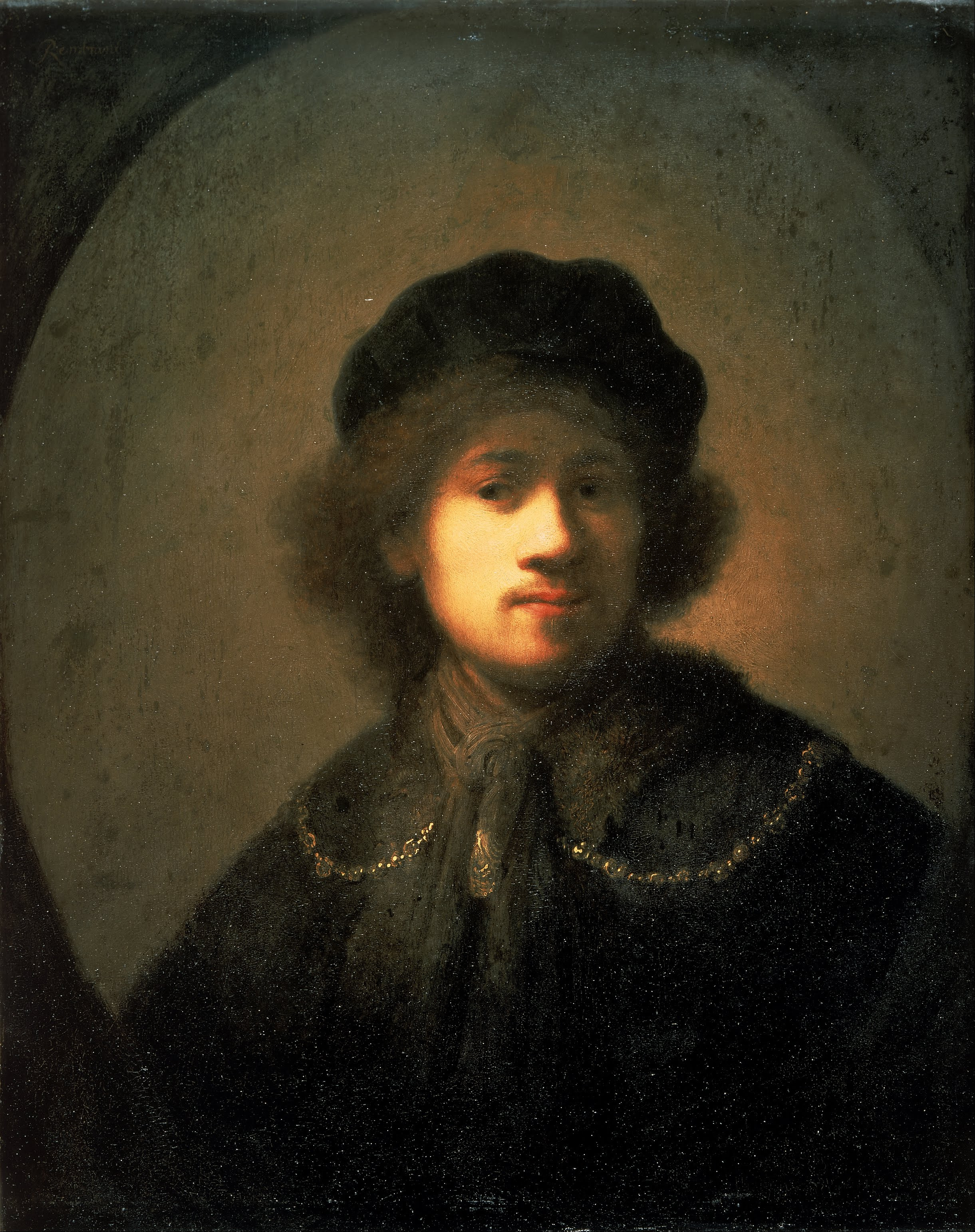
Autorretrato com Boina e Colar de Ouro (c. 1630-1631, Walker Art Gallery), o retrato que rapidamente trouxe fama a Rembrandt

#### Influência sobre seus alunos

Autorretratos Pintados por Alunos de Rembrandt
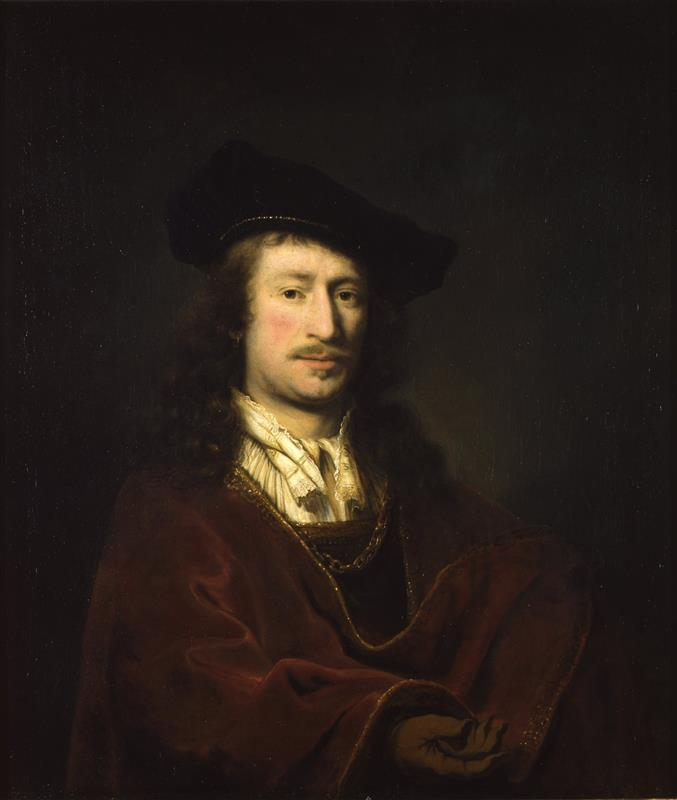
Autorretrato aos 30 anos, de Ferdinand Bol (1646, Dordrechts Museum), inspirado em Autorretrato aos 34 anos (Rembrandt).
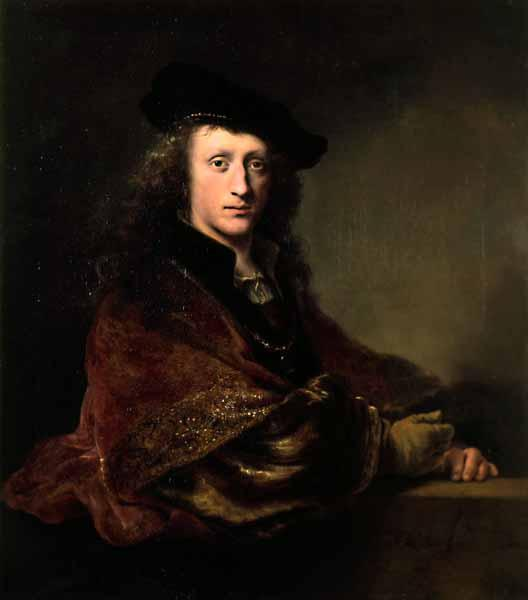
Autorretrato, de Ferdinand Bol (1647, Museu de Arte de Toledo), igualmente inspirado em Autorretrato aos 34 anos (Rembrandt).
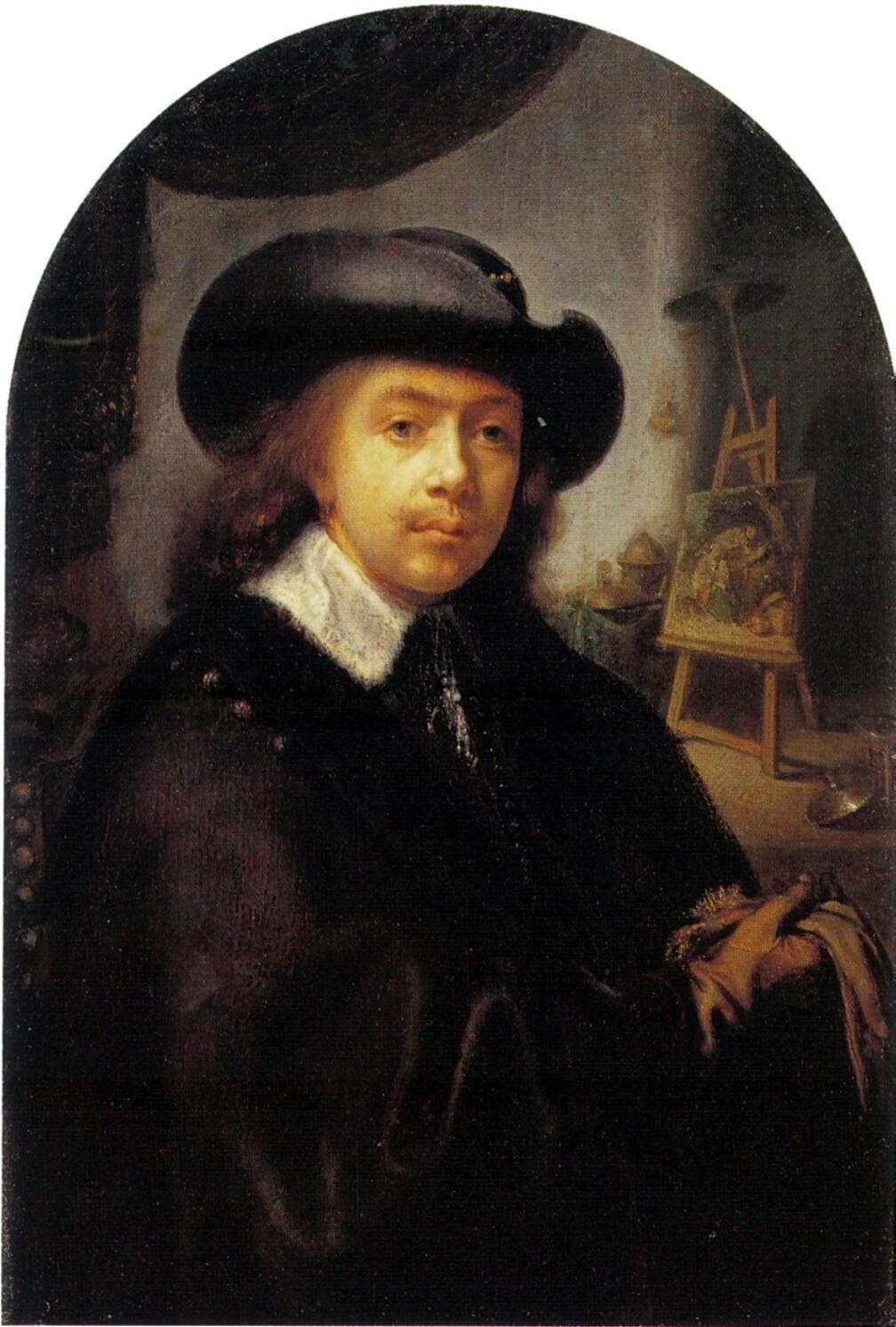
Autorretrato, de Gerrit Dou (c. 1645-1646, col. priv. em cura da Mauritshuis).
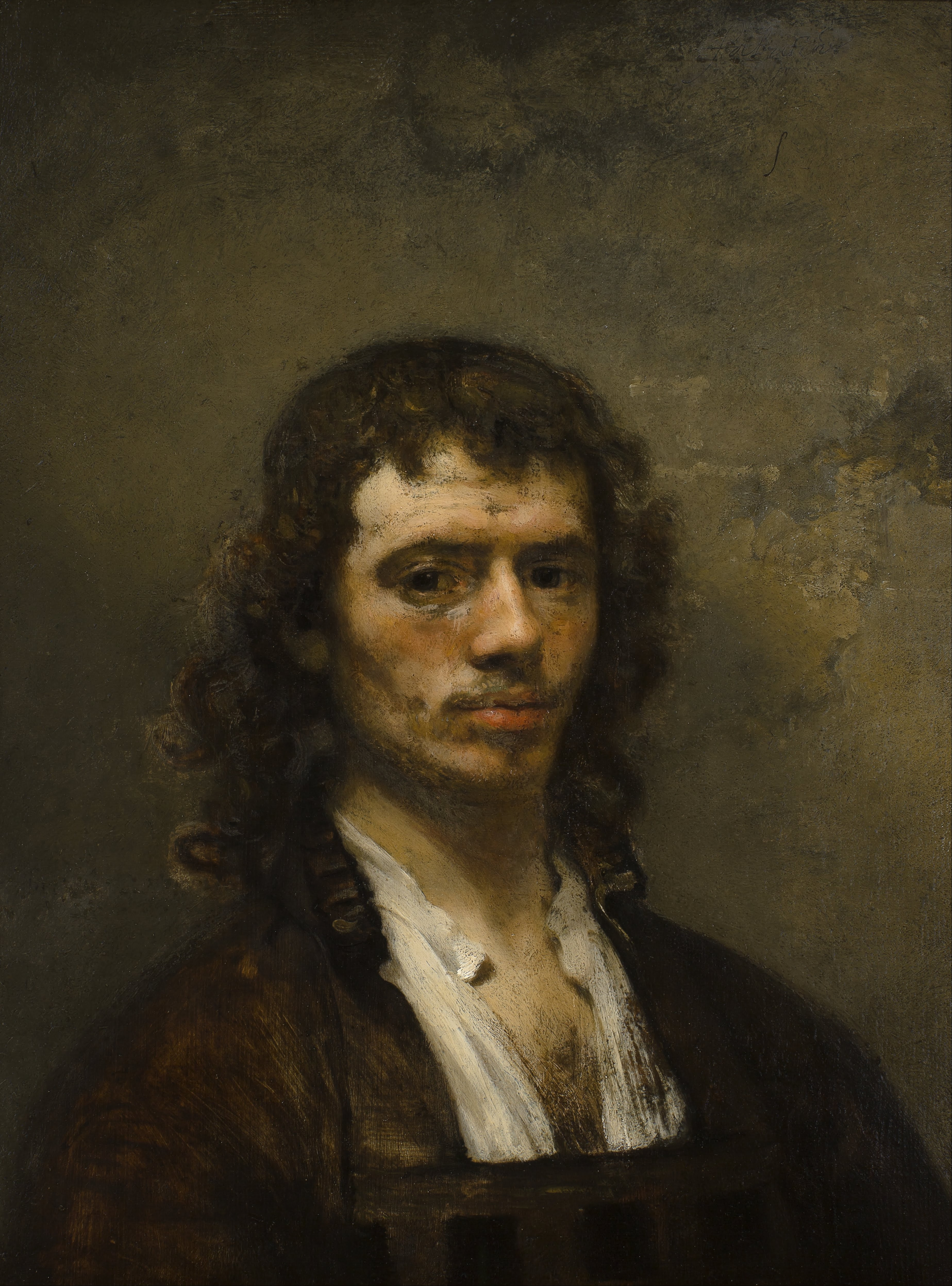
Autorretrato, de Carel Fabritius (c. 1645, Museu Boijmans Van Beuningen).
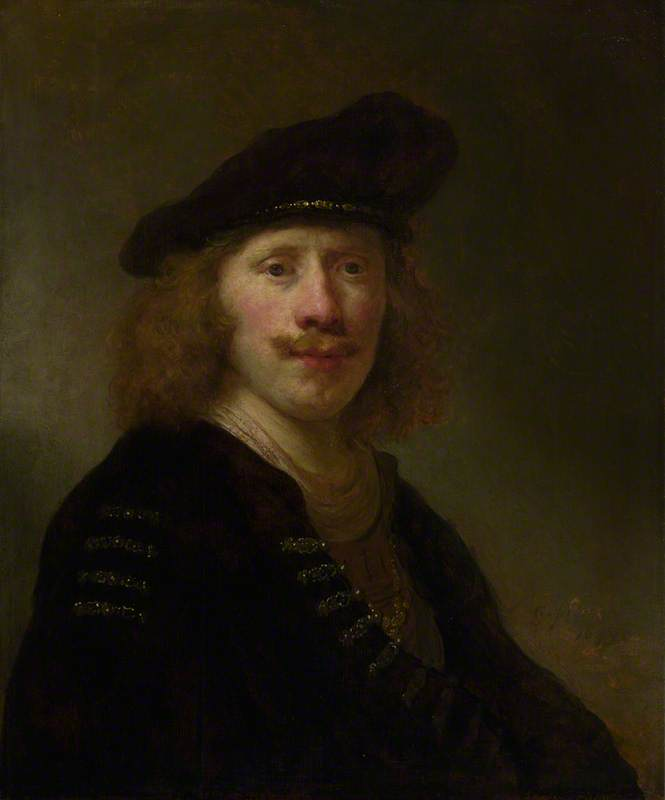
Autorretrato aos 24 anos, de Govaert Flinck (1639, National Gallery).
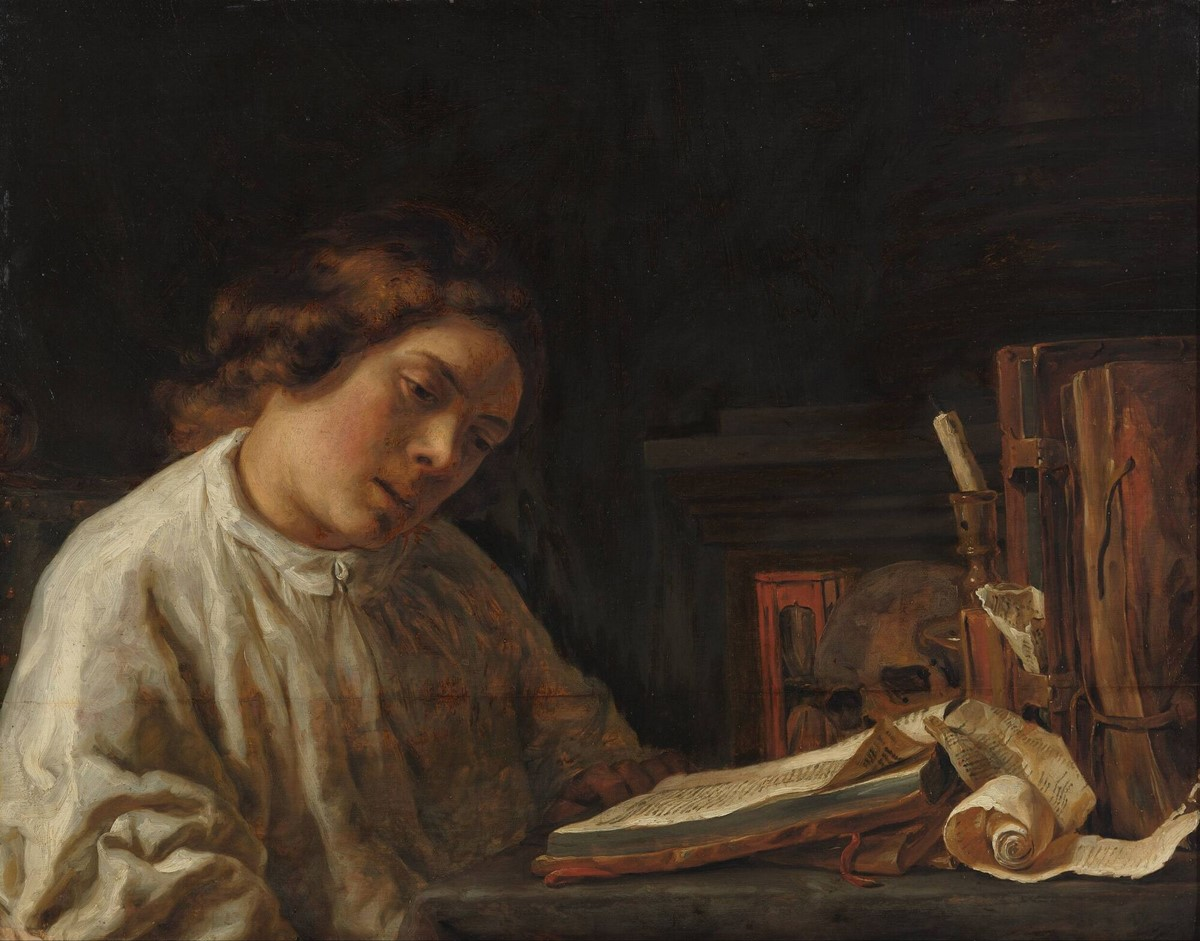
Autorretrato aos 17 anos, com natureza morta, de Samuel van Hoogstraten (1644, Museu Boijmans Van Beuningen).

Autorretratos em Gravura ou Desenho dos Alunos de Rembrandt
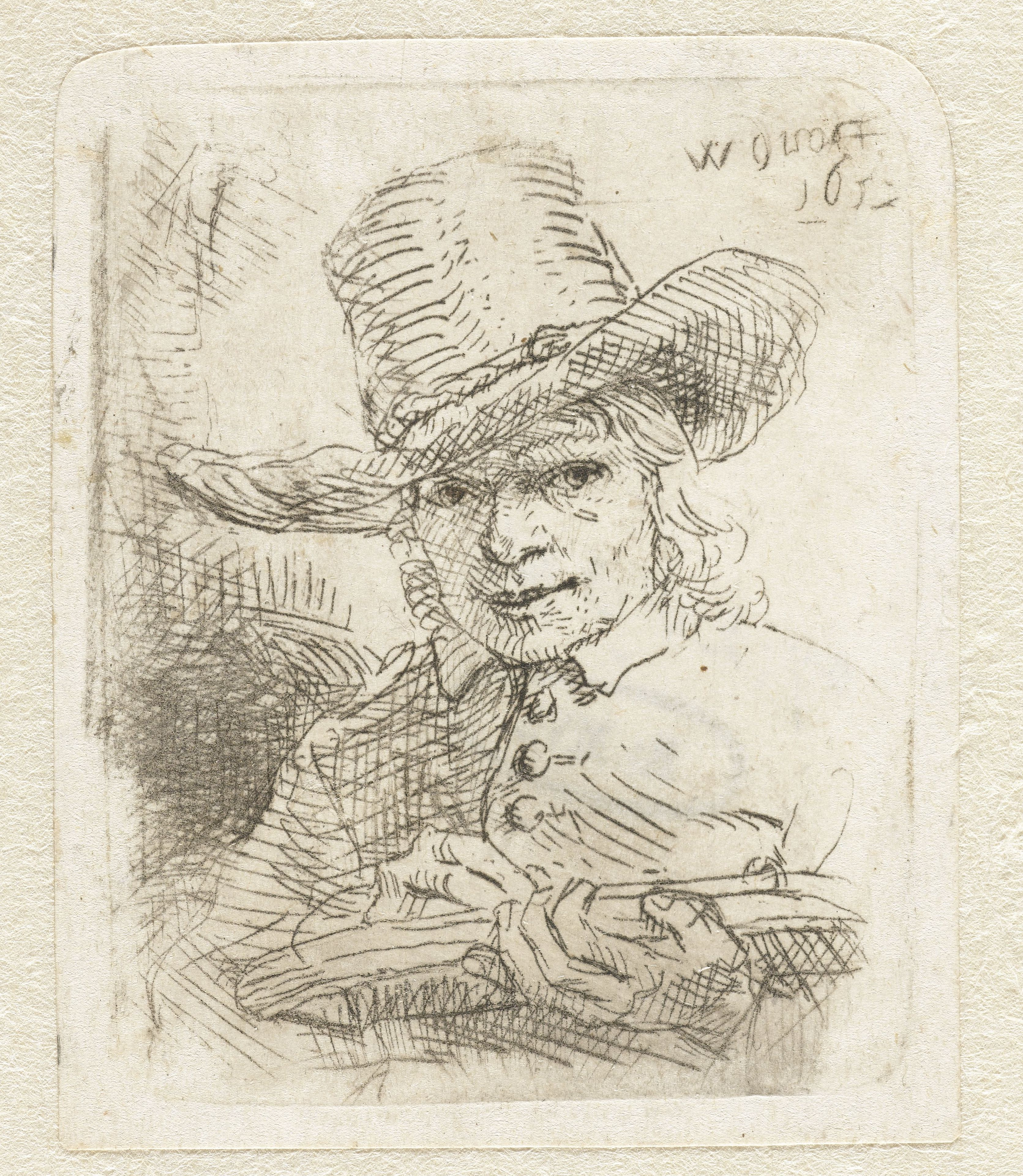
Autorretrato aos 30 anos, água-forte de Willem Drost (1652, Rijksmuseum Amsterdam). O assunto e a técnica são muito próximos aos de seu mestre.
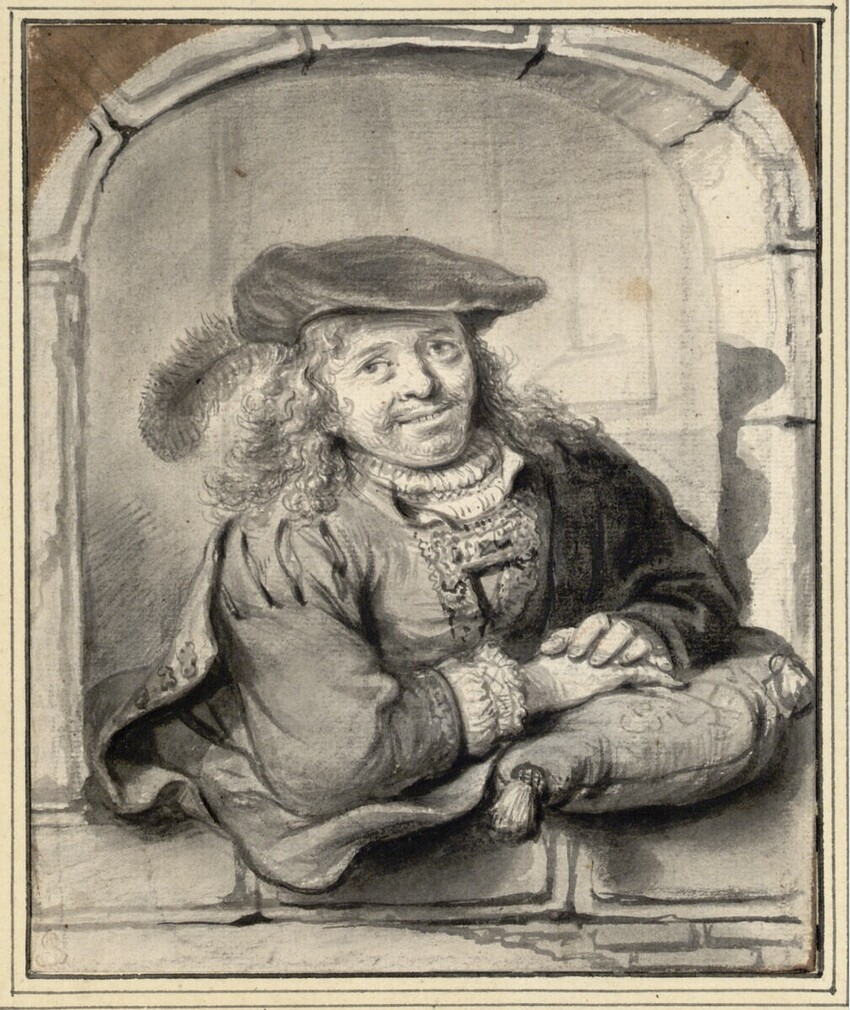
Autorretrato, desenho de Ferdinand Bol (c. 1650-1655, Albertina (Viena)). Um tempo atribuído a Rembrandt; inspirado, em particular, pelo autorretrato em gravura de 1638 (B. 20).
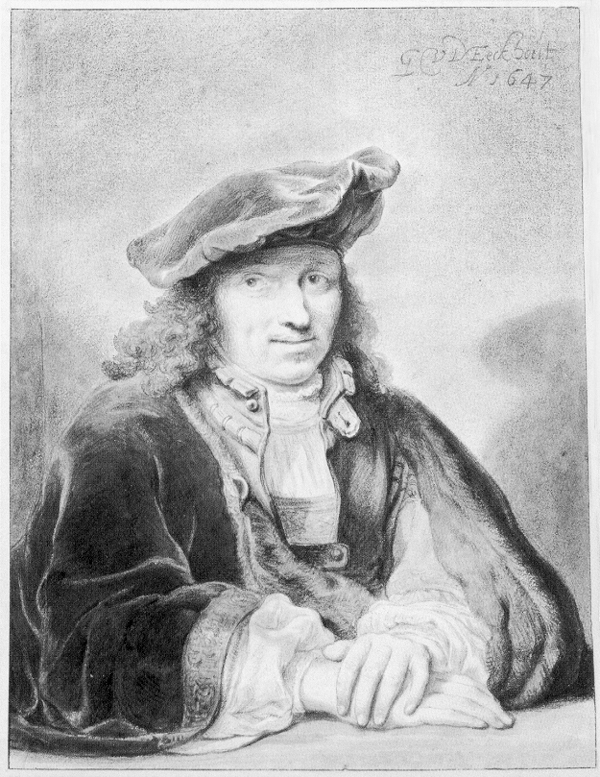
Autorretrato aos 26 anos, desenho de Gerbrand van den Eeckhout (1647, Institut Néerlandais). Inspirado nos autorretratos da época, em particular o Autorretrato aos 34 anos.
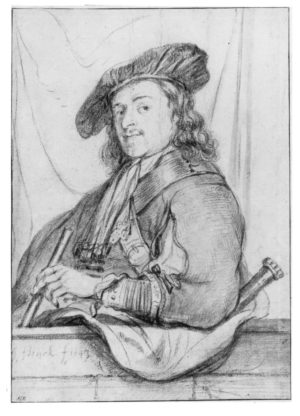
Autorretrato, desenho de Govaert Flinck (1643. Fortemente inspirado na água-forte de 1639 (B. 21)).
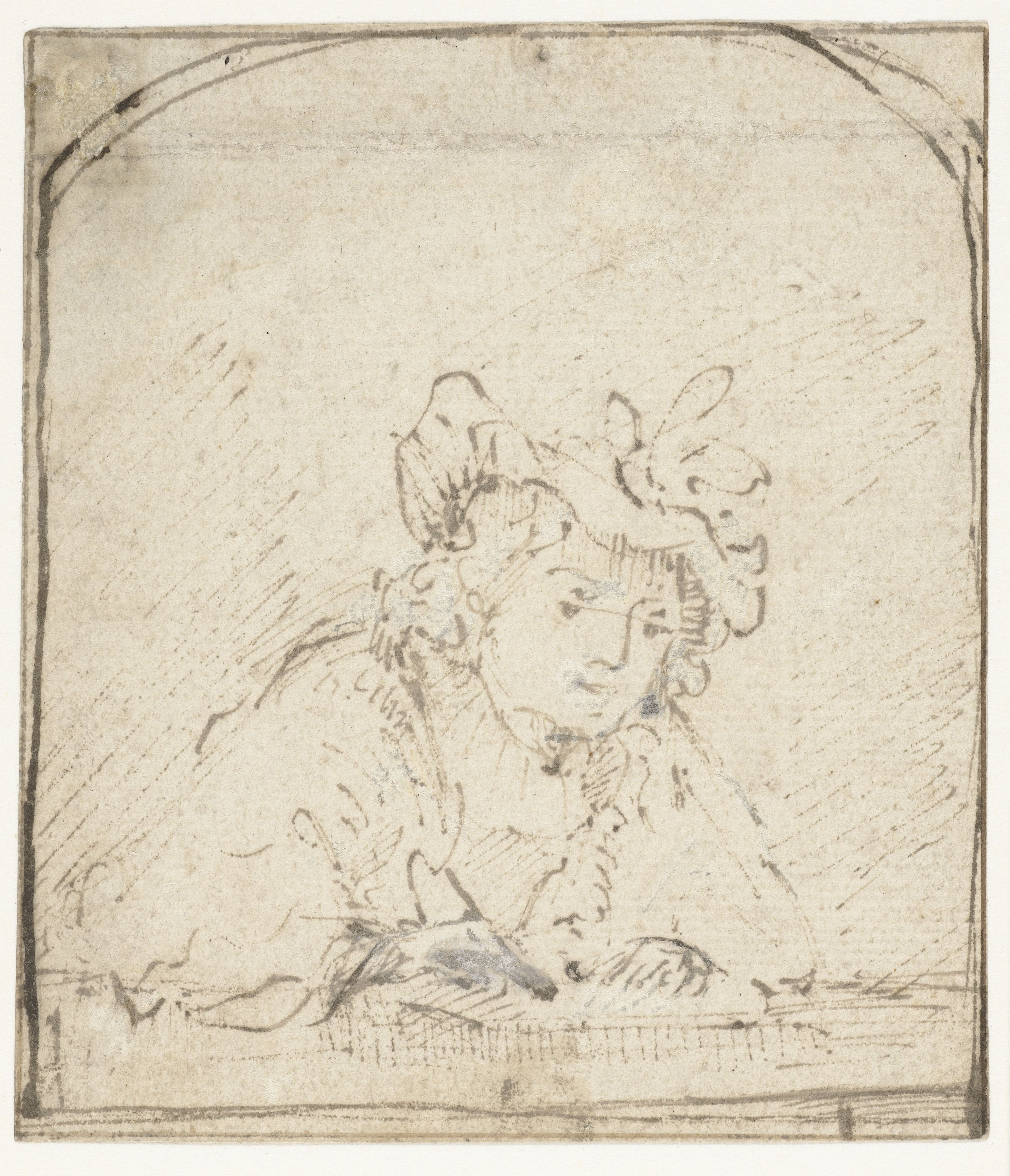
Autorretrato do artista desenhado, desenho de Aert de Gelder (c. 1661-1663, Rijksmuseum Amsterdam). Inspirado nos últimos trabalhos de Rembrandt em seu estúdio.

### Primeiros Autorretratos e Experiências

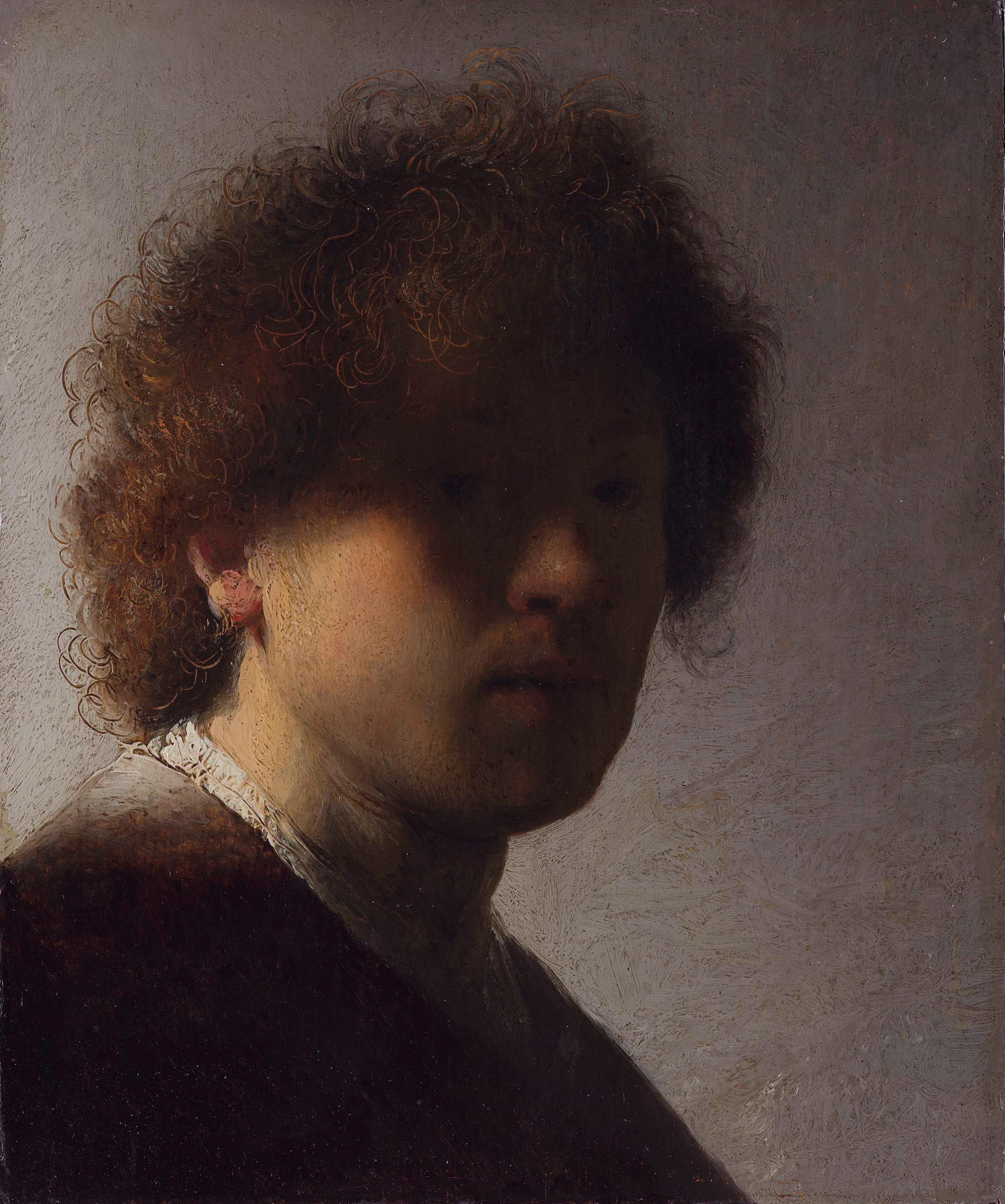
Rembrandt - Autorretrato da Juventude (c. 1628, Rijksmuseum Amsterdam).

Seus primeiros autorretratos são dois desenhos de cerca de 1628. Os primeiros autorretratos gravados são difíceis de datar: Rembrandt com boné e manto forrado de pele (entre 1625 e 1631, Rijksmuseum Amsterdam) e Pequeno Autorretrato (c. 1627-1628, Rijksmuseum Amsterdam) também foram feitos por volta de 1628. Em seus primeiros autorretratos gravados (1628-1629), Rembrandt estudou sua cabeça, não apenas para executar bem suas feições, mas também para experimentar fortes contrastes de luz. No grupo seguinte (1630), procura "explorar e restaurar os movimentos da alma", descrevendo diferentes expressões faciais.
Finalmente, seu primeiro autorretrato autônomo pintado (isto é, se excluirmos os autorretratos em assistenza) é seu Autorretrato da Juventude, feito no mesmo período, aos 22 anos de idade (c. 1628, Rijksmuseum Amsterdam), em parte como um exercício de chiaroscuro, que geralmente faz parte de sua pesquisa sobre os efeitos da luz.
Sua pesquisa sobre o chiaroscuro foi uma constante ao longo de sua carreira, tanto em suas pinturas quanto em suas gravuras: permanecerá como uma das características mais importantes de sua obra. Rembrandt apropriou-se assim do chiaroscuro para torná-lo uma linguagem própria "de poesia rara".
Em outro autorretrato juvenil de formato menor, pintado pouco depois (1629, Antiga Pinacoteca), Rembrandt incluiu mais emoção; ele continuou a trabalhar com a luz, mas "praticou a captura de um momento fugaz, criando uma espécie de efeito instantâneo que mais tarde apareceria com frequência em suas cenas e retratos de história". Enquanto seus antecessores e contemporâneos procuravam se representar da melhor forma, Rembrandt não hesitou em seus primeiros autorretratos em pintar rostos distorcidos pela emoção ou difíceis de reconhecer. Nestes, ele está mais próximo das características de um tronie, chegando a vestir roupas pitorescas e assumir papéis (soldado, pássaro zombeteiro...).

### Formalismo repentino do início da década de 1630

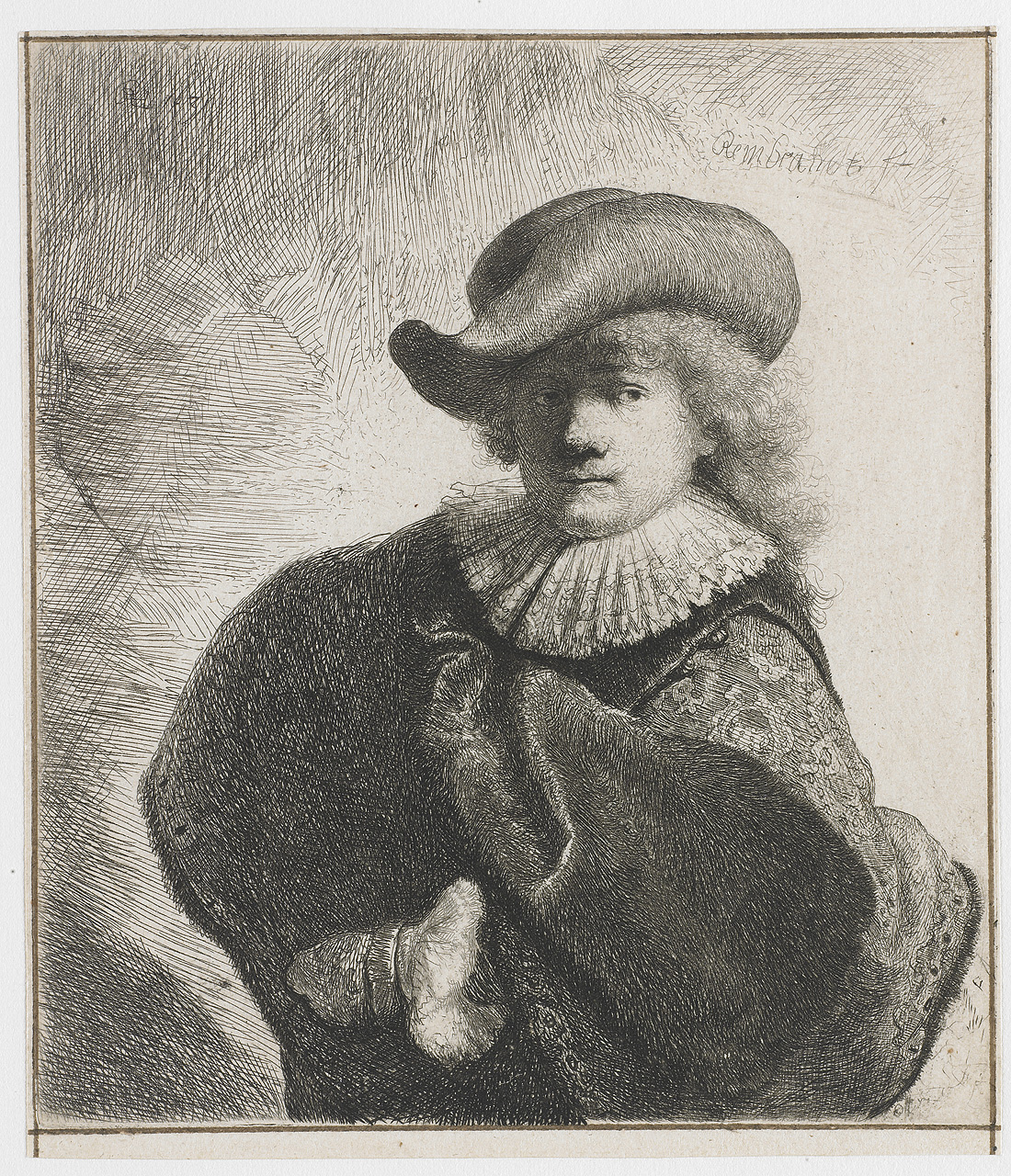
Rembrandt - Autorretrato com Chapéu e uma Mão no Quadril - Rijksmuseum Amsterdam

Após essa fase de experimentação e pesquisa, Rembrandt produziu autorretratos mais formais pintados e gravados a partir de 1631. Trabalhou mais nos cenários e no material, sem, no entanto, se afastar dos efeitos de luz e sombra. Ele geralmente só mostra a cabeça, um colarinho e ombros, usa roupas pretas da moda e um chapéu. Esse formalismo coincide com o contexto econômico do mercado de arte em Amsterdã, onde retratos e autorretratos são um gênero novo e procurado. As gravuras daquele ano eram frequentemente feitas em vários estados, Rembrandt adicionando detalhes aos casacos e chapelaria (botões, bainhas, motivos florais) à medida que avançava. Esse trabalho meticuloso revela sua preocupação em fazer uma identidade para si mesmo, uma espécie de cartão de visitas. Isso é bastante perceptível em Autorretrato com Casaco e Autorretrato com Chapéu e uma Mão no Quadril.
O ano de 1632 foi o mais fértil em retratos do artista. As roupas que ele usa nos autorretratos pintados daquele ano mostram um bem-estar financeiro, que é resultado do já grande número de comissões. O Autorretrato com Chapéu de Abas Largas segue o formato oval que estava em alta demanda na época, enquanto o outro, de formato menor, provavelmente foi executado para um amante da arte em Haia, onde Rembrandt foi realizar várias encomendas.

### Gosto por roupas pitorescas e de época

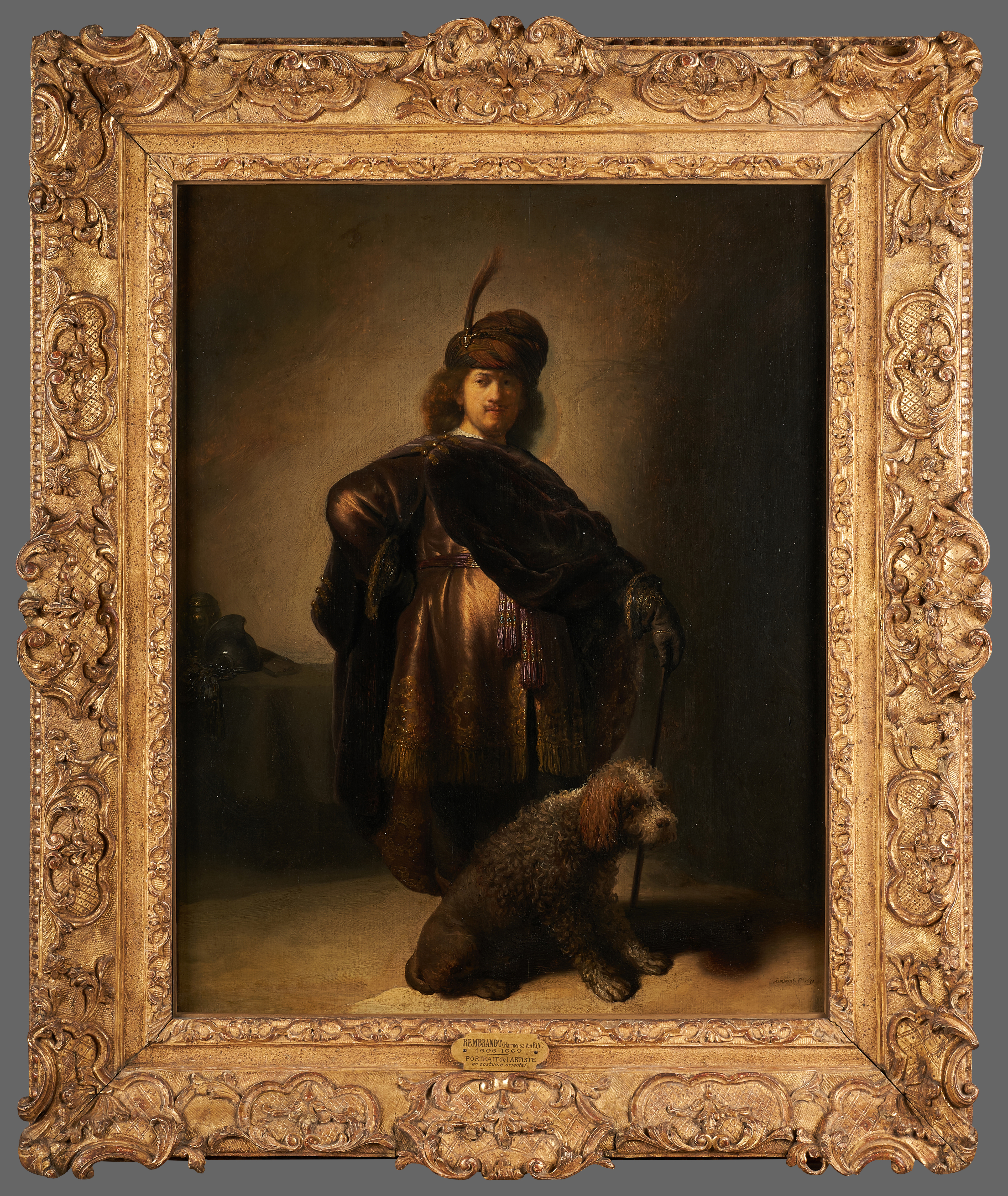
Retrato do artista com traje oriental, 1631-1633, Petit Palais, Paris

No entanto, Rembrandt deixou esse formalismo de lado depois de 1632: trocou definitivamente a moda de seu tempo pela do século anterior e pelos trajes orientais. Para dar a eles um lado ainda mais pitoresco, ele às vezes inventa roupas para seus tronos e usa uma série de acessórios que também lhe permitem mostrar sua técnica: os contrastes entre colares e casacos, a diferença na reflexão da luz entre um material e outro são todos pretextos para destacar seu virtuosismo.
Entre 1631 e 1633, ele se apresentou como um príncipe oriental, com um barbet a seus pés, na época usado para caçar aves aquáticas por causa de sua grossa pelagem que o protegia do frio. Raios-X revelaram que este cão foi adicionado mais tarde por Rembrandt, para esconder suas pernas, cuja posição parecia desagradar-lhe.  Hoje, no Petit Palais, esse retrato é o único em que o artista se retratou em toda a extensão, provavelmente feito em Leiden, em 1631, antes de sua partida para Amsterdã.
O acessório que Rembrandt mais usava era a boina. Típico do século XVI, era considerado na época um atributo muito antigo, a ponto de ser usado por soldados romanos. Segundo Manuth, esse uso em seus autorretratos autônomos poderia ser explicado pelo desejo do artista de se apresentar sobretudo como um pintor de história.  Seus alunos o imitaram e a boina tornou-se a marca registrada de Rembrandt, a ponto de seus temas históricos serem eclipsados por esse símbolo, até hoje.
Em 1640, Rembrandt teve uma carreira de sucesso: tornou-se muito famoso, e suas obras foram mantidas nas coleções de príncipes e amadores que pagaram um alto preço por elas. É assim que ele se apresenta muito seguro de si mesmo no "que talvez seja seu autorretrato mais ambicioso", o Autorretrato aos 34 anos (1640, National Gallery). Inspirou-se na postura dos mestres italianos, a ponto de alguns lhe atribuírem ambições aristocráticas, que Manuth rejeitou: a única ambição de Rembrandt, ao que parece, era ser considerado um "grande mestre de seu tempo", aspirando a entrar para a história em um nível puramente artístico. Nota-se também o uso de figurinos historicizantes datados do início do século XVI em suas gravuras, como o Autorretrato com Saskia (1636). Para além do assunto, Manuth o vê como "uma tentativa consciente de Rembrandt de se classificar entre os colegas mais velhos que desempenharam um papel decisivo na evolução da tradição pictórica do norte da Europa".

### Afirmação como artista
Depois de pintar uma média de mais de um autorretrato por ano até 1645, Rembrandt não pintou mais por sete anos, dedicando-se à gravura e pintura de paisagens. Tal como acontece com os seus dois autorretratos gravados seguintes, abandonou as suas roupas históricas e retratou-se com roupas de trabalho no seu novo autorretrato pintado, Autorretrato de 1652 ( Museu de História da Arte em Viena). Nesta pintura, Rembrandt mostra-se autoconfiante, com as mãos nos quadris e a luz guiando o olhar para os olhos penetrantes; o espectador esquece seu figurino, sóbrio e sombrio, para reter apenas o essencial: Rembrandt afirma-se sobretudo como artista.
Ele usou seus autorretratos para reafirmar o que considerava ser um status legítimo, e como sua vida privada se tornou caótica e ele passou por grandes dificuldades econômicas, tendo que vender sua casa e sua importante coleção de arte, ele pintou o majestoso autorretrato da Coleção Frick em 1658.
Vestindo um traje muito colorido, ele apareceu em tamanho real, em uma posição frontal, em uma pose quase triunfante que lhe rendeu comparações com o "príncipe dos pintores" ou um deus grego.
No Autorretrato no Cavalete de 1660, Rembrandt retrata-se de corpo inteiro, de frente para um cavalete, com as ferramentas na mão – a única vez que se representa desta forma. Ele trabalha muito pouco em detalhes, exceto em seu rosto: ele detalha suas rugas cavando pequenos sulcos na tinta fresca, cria volume da mesma forma para suas sobrancelhas e bigode. O artista não hesita em mostrar-se velho, mas mantém o olhar saliente e a pose animada. "Ele se mostra como um pintor, que não é do seu tempo, mas de um passado desaparecido". Retratou-se novamente como artista em dois desenhos, uma gravura, bem como na pintura, com o Autorretrato com Dois Círculos (c. 1665-1669, Kenwood House).
Rembrandt pintou três autorretratos no último ano de sua vida, em 1669. Seu autorretrato do Mauritshuis é considerado seu último. As pinceladas parecem hesitantes em alguns lugares, como se estivessem inacabadas, mas seu senso de observação está intacto e a renderização de seu boné mostra que ele não perdeu nenhuma de suas faculdades. Modificada muitas vezes, essa pintura final mostra que Rembrandt nunca cessou sua pesquisa pictórica.

## Fontes de Inspiração

Autorretrato (Dürer, Madrid)